# Robert William Wilcox
Robert Kalanihiapo William Wilcox (15. února 1855, Maui, Havajské království — 23. října 1903, Honolulu, Havajské ostrovy) byl havajský politik. Proslul jako charizmatický řečník a radikální zastánce práv původních obyvatel souostroví.
Byl smíšeného původu. Jeho otec byl námořní kapitán z Nové Anglie a matka byla příslušnicí domorodé aristokracie. Absolvoval misijní školu a pracoval jako učitel, od roku 1880 byl poslancem havajského parlamentu. Dostal se mezi nadané mladé muže, které král Kalakaua poslal studovat do ciziny, aby vytvořili domorodou vzdělanou elitu a pomohli tak modernizaci havajského království. Studoval vojenskou akademii v Turíně, oženil se s italskou šlechtičnou Ginou Sobrerovou a stal se obdivovatelem Garibaldiho a revolučních myšlenek.
Na Havaji se však mezitím dostali k moci američtí majitelé plantáží s cukrovou třtinou, kteří donutili krále přijmout roku 1887 tzv. Bajonetovou ústavu, jež zvyšovala majetkový census ve volbách. Tím de facto o všem rozhodovali bohatí cizinci a král byl pouze symbolickou postavou. Nová vláda zároveň přestala financovat zahraniční studium Havajců, takže se musel vrátit do vlasti. Začal organizovat odpor proti režimu a 30. července 1889 se pokusil se skupinou příznivců (oblečených po garibaldiovském vzoru do červených košil) obsadit vládní budovy. Při následné potyčce zahynulo sedm vzbouřenců. Wilcox byl obviněn z vlastizrady, ale domorodý soud ho osvobodil.
Po Kalakauově smrti byl jako poslanec zprvu odpůrcem královny Liliuokalani a požadoval demokratické reformy, byl dokonce krátce uvězněn za protivládní spiknutí, ale pak se s královnou spojil proti Američanům jako společnému nepříteli. V roce 1894 plantážníci sdružení v Reformní straně donutili královnu k abdikaci a vyhlásili Havajskou republiku. Jejich konečným cílem bylo připojení k USA, aby nemuseli platit dovozní cla, to však prezident Grover Cleveland odmítal. V nepřehledné situaci zahájil Wilcox 6. ledna 1895 ozbrojené povstání s cílem vyhnat cizince a obnovit domácí vládu. Špatně organizovaná rebelie však byla záhy potlačena a Wilcox s dalšími spiklenci odsouzen k trestu smrti, který mu byl nakonec změněn na 35 let vězení. V roce 1898 došlo k definitivnímu připojení Havaje k USA, při této příležitosti byl amnestován. Založil vlastní stranu Home Rule Party, za kterou byl v roce 1900 zvolen prvním havajským zástupcem v Kongresu Spojených států amerických. Krátce po vypršení funkčního období zemřel na následky cévní mozkové příhody.